# NGC 451

NGC 451

NGC 451 هي مجرة حلزونية تقع في كوكبة الحوت. تم اكتشافها في عام 1881 من قبل عالم الفلك إدوارد ستيفان.

## وصلات خارجية
- NGC 451 على موقع ويكي سكاي: DSS2, SDSS, GALEX, IRAS, Hydrogen α, X-Ray, Astrophoto, Sky Map, Articles and images